# Marla Landi
Marla Landi, Lady Dashwood (nascuda Marcella Teresa Scarafia el 1933, Torí, Itàlia) és una actriu i presentadora de televisió britànica d'origen italià.

## Carrera
Els papers principals de Landi inclouen Across the Bridge (1957), Dublin Nightmare (1958), First Man into Space (1959), The Murder Game (1965) i les pel·lícules de Hammer El gos dels Baskerville (1959, com a Cecile Stapleton) i The Pirates of Blood River (1962). Va ser presentadora de Play School de 1964 a 1970. El 2013, Joy Whitby, la creadora i primera productora del programa, recordava d'ella: "Parlava anglès amb un fort accent, però era molt simpàtica i els nens l'adoraven". Landi també va presentar Parliamo Italiano. Va aparèixer en un episodi de la versió televisiva de Half Hour de Hancock conegut com "The Italian Maid" el 1959.
Va ser model fotogràfica i va tenir diverses portades de revistes com Vogue, Harper's Bazaar i Tatler. Més tard es va convertir en l'editora de moda de Harper's Bazaar.
També va muntar el seu propi negoci de perruques.

## Vida personal i honors
El 1977, es va casar amb Sir Francis Dashwood, 11è Baronet; vivien a West Wycombe House a Buckinghamshire.
Va ser nomenada Cavaller de l'Ordre del Mèrit de la República Italiana per promoure la llengua i la cultura italianes al Regne Unit.

## Filmografia
| # | Any  | Pel·lícula                    | Paper            | Notes |
| - | ---- | ----------------------------- | ---------------- | ----- |
| 1 | 1954 | The Golden Link               | Maria            |       |
| 2 | 1955 | The Hornet's Nest             | Terry Savarese   |       |
| 3 | 1957 | Across the Bridge             | Maria            |       |
| 4 | 1958 | Dublin Nightmare              | Anna Monti       |       |
| 5 | 1958 | First Man into Space          | Tia Francesca    |       |
| 6 | 1959 | The Hound of the Baskervilles | Cecile Stapleton |       |
| 7 | 1962 | The Pirates of Blood River    | Bess Standing    |       |
| 8 | 1965 | The Murder Game               | Marie Aldrich    |       |